# Parktheater (Kempten)

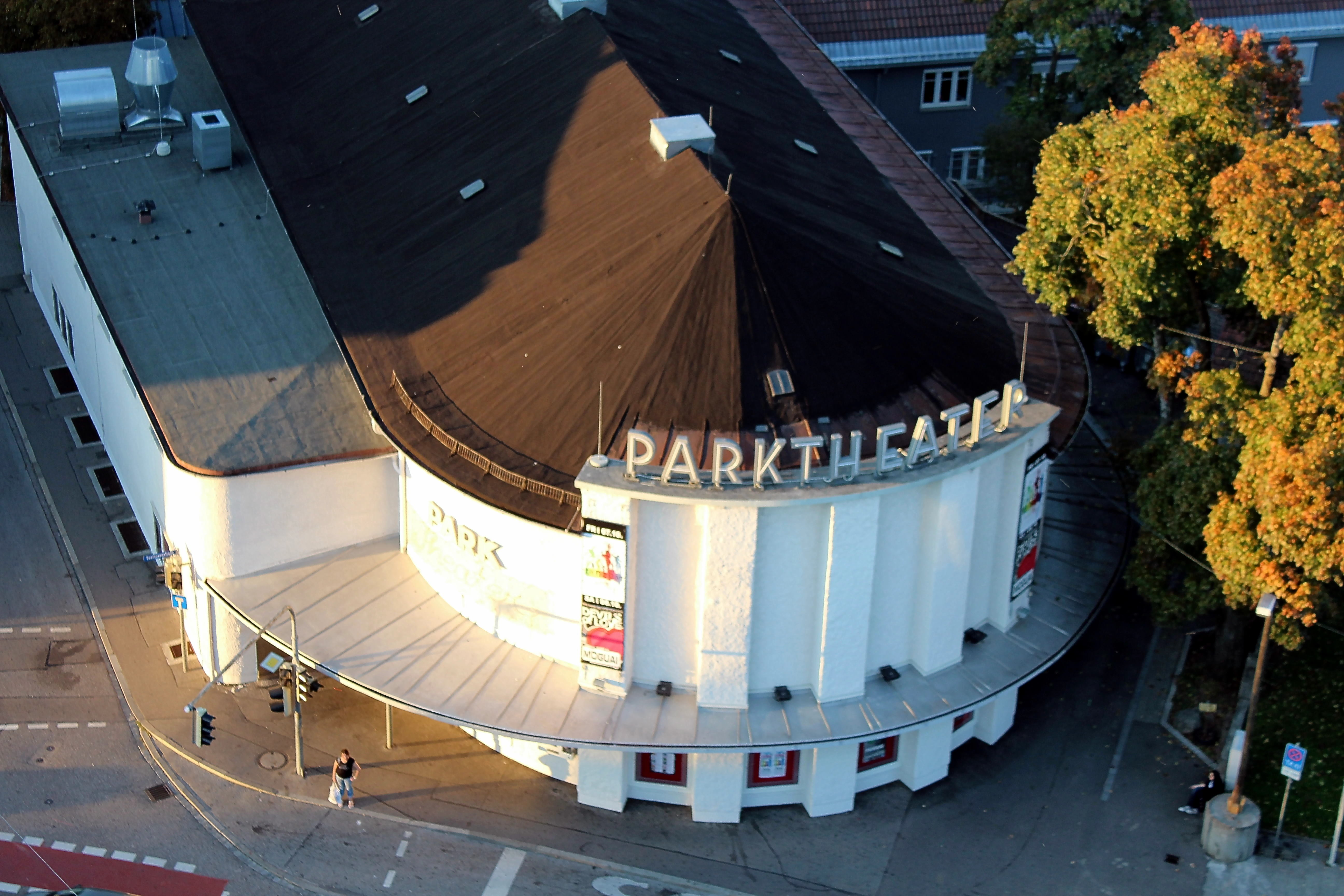
Das Parktheater Kempten im Herbst 2011

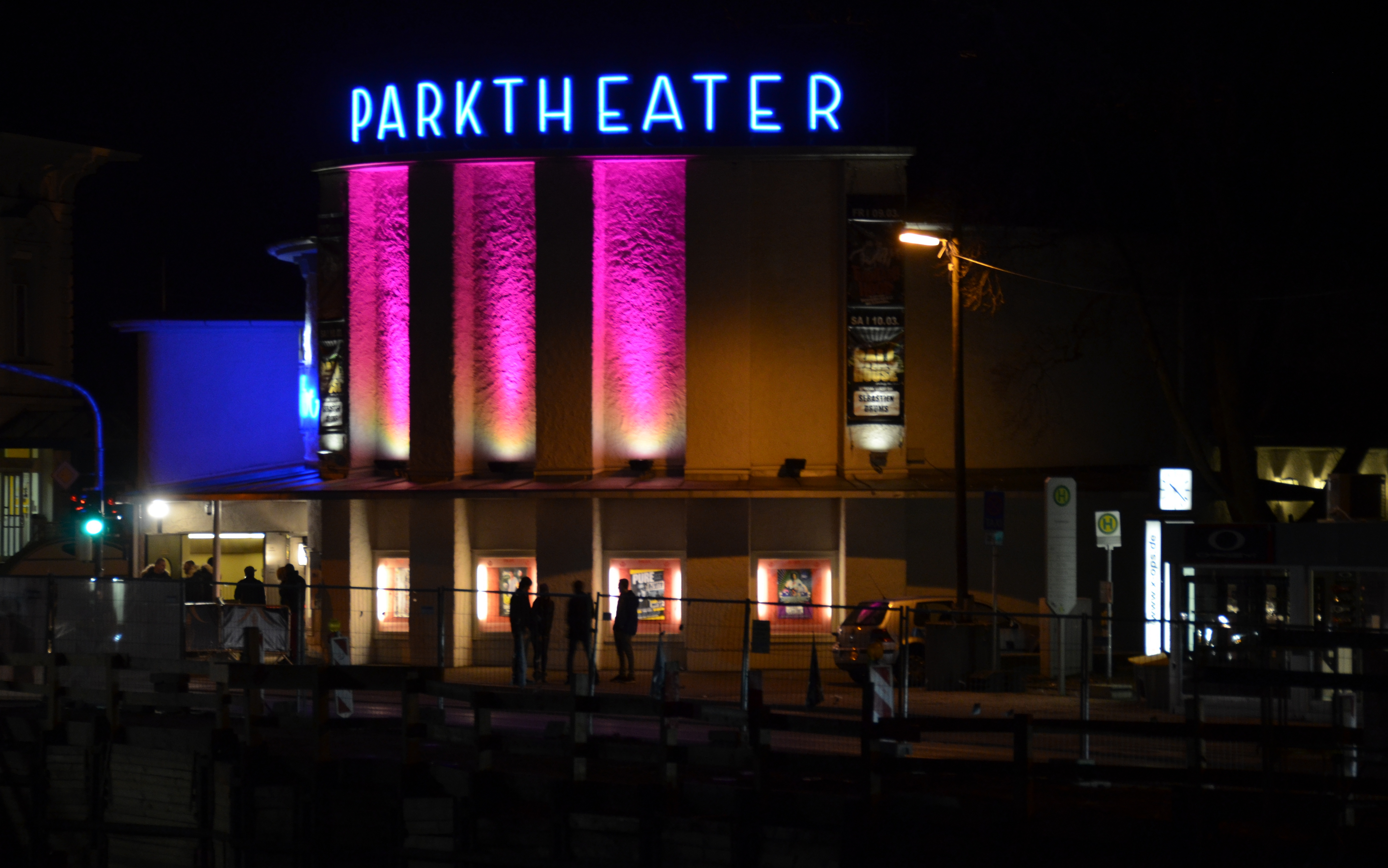
Parktheater in der Nacht mit Fassadenbeleuchtung

Das Parktheater in Kempten (Allgäu) ist ein in Art Déco gehaltenes Veranstaltungsgebäude mit der Hausanschrift Linggstraße 2 aus den 1930er Jahren. Es war eines der ersten Lichtspielhäuser in Kempten. Das Stadttheater Kempten war bereits von 1921 bis 1932 als Lichtspielhaus verpachtet, um die Betriebskosten des Bauwerks zahlen zu können. Heute dient das Park, wie es schlicht auch genannt wird, als Diskothek. Das Gebäude besitzt nach Süden einen kreisförmigen und nach Norden einen rechteckigen Grundriss. Es befindet sich am Kemptener Stadtpark.

## Geschichte
An ungefährer Stelle des heutigen Parktheaters stand die Gaststätte Hasengarten, sie wurde am 11. Januar 1931 abgerissen.
Das Parktheater wurde von September 1937 bis 1938 von der Familie Zacharias als Lichtspielhaus an der reichsstädtischen Stadtmauer nach einem Entwurf des Münchner Architekten Ernst Zeh errichtet. Bei den Gründungsarbeiten fand man Silbertaler aus der Zeit um 1775, die in den Fundus des Allgäuer Heimatmuseums überführt wurden. Das in Art-déco-Architektur ausgeführte Gebäude beherbergte bis zur Schließung des Lichtspielhauses den größten Kinosaal Bayerns.
Durch die Erweiterung des Colosseum Centers Kempten, eines Multiplex-Kinos mit sieben Sälen, verlor das mit nur einem großen Saal ausgestattete Parktheater zum Jahr 2003 an Bedeutung und wurde geschlossen. Daraufhin wurde es zu einer Diskothek umgebaut und im Jahr 2004 eröffnet. Die inneren Ausstattungselemente im Stil des Art déco wurden jedoch entfernt.